# Ejecución de los comuneros de Castilla
La Ejecución de los comuneros de Castilla es una obra de Antonio Gisbert Pérez pintada al óleo sobre lienzo con unas medidas de 255 x 365 cm. El cuadro está datado en el año 1860 y actualmente se conserva en el Palacio de las Cortes en Madrid. Representa su visión de la guerra de las Comunidades de Castilla, de 1520 a 1522.

## Historia
La obra Ejecución de los comuneros de Castilla fue pintada por Antonio Gisbert en 1860, cuando el artista contaba con 26 años de edad, para presentarla a la Exposición Nacional de Bellas Artes de aquel año. En dicha exposición a la obra se le concedió la Medalla de Primera Clase, decisión que levantó airadas protestas en una parte del público, pues la creían merecedora de una Medalla de Honor. El motivo del desacuerdo residía en que gran parte del jurado, de corte conservador, vieron en la obra de Gisbert una dura crítica a la monarquía de carácter absolutista así como un enaltecimiento de aquellos que luchan a favor de las libertades.
El debate sobre la obra adquiere un carácter abiertamente político llegando al punto en que Salustiano Olózaga, antiguo presidente del consejo de ministros y miembro en aquellos momentos de la Real Academia de la Historia quien define la obra como: «... un grito de rebeldía por la defensa de las libertades», 
logra convencer al Congreso para que adquiera la obra por la considerable suma de 80 000 Reales. Desde entonces la obra permanece conservada y un tanto olvidada en la 1ª planta del Palacio de las Cortes en Madrid.
Las revueltas comuneras en Castilla nunca habían sido un tema demasiado popular entre los artistas hasta la llegada de este cuadro de Gisbert. A partir de entonces fueron varios los pintores que se inspiraron en esta etapa de la historia para realizar obras que querían ser cantos de libertad y ejemplos de lucha contra la tiranía. Algunos ejemplos de estas obras son: Doña María Pacheco logra salir disfrazada de la ciudad de Toledo, merced a la generosidad de Gutierre López de Padilla (1860) de Manuel Domínguez Sánchez, Doña María Pacheco recibe la noticia de la muerte de su esposo Juan de Padilla (1860) de  Gabriel Maureta y Aracil o Doña María Pacheco en la defensa de Toledo (1864) de Francisco Rica y Almarca.

## Descripción y características
La obra representa el momento del ajusticiamiento de Padilla, Bravo y Maldonado, cabecillas de los comuneros durante la guerra de las Comunidades de Castilla, quienes se enfrentaron al rey Carlos I de España en contra de sus proyectos imperialistas. La ejecución tuvo lugar el 24 de abril de 1521, poco después de la batalla de Villalar y el patíbulo fue situado en la misma plaza mayor de la villa castellana lugar donde se encuentra la iglesia y cuya silueta sirve de fondo a la composición.
La obra casi puede verse como una secuencia de imágenes donde se representan las tres etapas de una ejecución; la subida al cadalso, representada en Francisco Maldonado quien asciende por las escaleras casi molesto por la intromisión del fraile. Los preámbulos de la ejecución están personificados en un digno Padilla quien resignado y con los brazos cruzados aguarda a que llegue su momento y por último la ejecución, con el cuerpo de Juan Bravo yacente en el suelo ya decapitado.
La atención del espectador recae en primer lugar sobre Padilla, eje de la composición alrededor del cual se distribuyen con gran armonía el resto de personajes. La perspectiva se plantea de abajo arriba con el fin de colgar el cuadro a cierta altura y conseguir que el observador tenga una visión del patíbulo idéntica a la que habría tenido estando presente aquel día. Además, para reforzar este efecto, Gisbert sitúa el cuerpo sin cabeza del primer ajusticiado justo a la altura de los ojos lo que logra provocar un mayor impacto y estremecimiento al observador.
Notable es también el perfeccionismo que logra con el dibujo, especialmente en el tratamiento que hace de las ropas y sus texturas apreciándose a primera vista  la riqueza de ropajes que lucen los condenados y la hidalguía en sus poses que nos indican con claridad el origen noble de los personajes en contraposición con la ropas y expresiones de los frailes y el resto de personajes más anodinos e impersonales.